# Championnat de France de football de deuxième division 2024-2025
 (juin 2025).
Si vous disposez d'ouvrages ou d'articles de référence ou si vous connaissez des sites web de qualité traitant du thème abordé ici, merci de compléter l'article en donnant les références utiles à sa vérifiabilité et en les liant à la section « Notes et références ».
Navigation
Ligue 2 2023-2024 Ligue 2 2025-2026
La saison 2024-2025 de Ligue 2 est la 86e édition du championnat de France de football de deuxième division, la 22e sous l'appellation « Ligue 2 » et la 5e sous l'appellation Ligue 2 BKT. La saison a débuté le 16 août 2024 et s’est achevée le 10 mai 2025.
Cette saison marque le retour des barrages de relégation en National, absents depuis la saison 2022-2023, en raison de la réduction du nombre d'équipes en Ligue 1 puis en Ligue 2, passant de 20 à 18 clubs.

## Décisions administratives
La DNCG avait décidé en première instance le 27 juin 2024 la rétrogradation administrative en National de l'AC Ajaccio, 15e du championnat de Ligue 2 2023-2024. Le club a obtenu sa réintégration en Ligue 2 devant la commission d'appel le 11 juillet 2024 .
La DNCG décide le 9 juillet 2024 la rétrogradation en National à titre conservatoire des Girondins de Bordeaux, 12e du championnat de Ligue 2 2023-2024. Le club fait appel, dans l'attente d'une offre de Fenway Sports Group, propriétaire notamment de Liverpool FC, qui permettrait de présenter toutes les garanties financières. L'investisseur américain a toutefois renoncé à se porter acquéreur, avançant le coût important du stade et le contexte économique du football français. Le 23 juillet 2024, le club se désiste à se présenter devant la Commission d'appel de la DNCG, acceptant ainsi sa rétrogradation en National, puis annonce déposer le bilan auprès du Tribunal de Commerce de Bordeaux, ce qui entraîne la perte de son statut professionnel.
La rétrogradation des Girondins de Bordeaux entraîne le repêchage pour la saison 2024-2025 de Ligue 2 de l'ESTAC Troyes, 17e de la saison précédente et premier relégué.

## Participants
L'édition 2024-2025 se tient entre dix-huit équipes, après 26 saisons jouées à vingt clubs : les treize maintenues de la saison précédente, auxquelles s'ajoutent les reléguées du Championnat de France de football de première division 2023-2024 : le FC Metz, le FC Lorient et le Clermont Foot 63, les promus de National : le Red Star FC et le FC Martigues. Ces clubs remplacent les trois clubs relégués : l'US Quevilly, l'US Concarneau et le Valenciennes FC ainsi que le club rétrogradé, les Girondins de Bordeaux et les 3 clubs promus : l'AS Saint-Étienne, l'AJ Auxerre et l'Angers SCO.
| \| AC Ajaccio Amiens SC FC Annecy SC Bastia SM Caen Clermont Foot USL Dunkerque Grenoble · Foot EA Guingamp Stade lavallois FC Lorient FC Martigues FC Metz Paris FC Pau FC Red Star FC Rodez AF ESTAC Troyes \| Localisation des clubs engagés. |
| AC Ajaccio Amiens SC FC Annecy SC Bastia SM Caen Clermont Foot USL Dunkerque Grenoble · Foot EA Guingamp Stade lavallois FC Lorient FC Martigues FC Metz Paris FC Pau FC Red Star FC Rodez AF ESTAC Troyes                                       |

| AC Ajaccio Amiens SC FC Annecy SC Bastia SM Caen Clermont Foot USL Dunkerque Grenoble · Foot EA Guingamp Stade lavallois FC Lorient FC Martigues FC Metz Paris FC Pau FC Red Star FC Rodez AF ESTAC Troyes |

| \| Paris FC Red Star FC \| Localisation des clubs franciliens. |
| Paris FC Red Star FC                                           |

| Paris FC Red Star FC |

| Club             | En L2 depuis | Classement 2023-2024 | Entraîneur          | En poste depuis | Stade                                                                                    | Capacité             | Saisons en Ligue 2 |
| ---------------- | ------------ | -------------------- | ------------------- | --------------- | ---------------------------------------------------------------------------------------- | -------------------- | ------------------ |
| FC Metz          | 2024         | 16e (Ligue 1)        | Stéphane Le Mignan  | 2024            | Stade Saint-Symphorien                                                                   | 28 786               | 22                 |
| FC Lorient       | 2024         | 17e (Ligue 1)        | Olivier Pantaloni   | 2024            | Stade du Moustoir                                                                        | 16 787               | 26                 |
| Clermont Foot 63 | 2024         | 18e (Ligue 1)        | Sébastien Mazeyrat  | 2025            | Stade Gabriel-Montpied                                                                   | 10 800               | 20                 |
| Rodez AF         | 2019         | 4e                   | Didier Santini      | 2022            | Stade Paul-Lignon                                                                        | 4 925                | 9                  |
| Paris FC         | 2017         | 5e                   | Stéphane Gilli      | 2023            | Stade Charléty                                                                           | 19 151               | 15                 |
| SM Caen          | 2019         | 6e                   | Michel Der Zakarian | 2025            | Stade Michel-d'Ornano                                                                    | 19 925               | 33                 |
| Stade lavallois  | 2022         | 7e                   | Olivier Frapolli    | 2019            | Stade Francis-Le-Basser                                                                  | 11 107               | 33                 |
| Amiens SC        | 2020         | 8e                   | Omar Daf            | 2023            | Stade Crédit Agricole la Licorne                                                         | 12 707               | 42                 |
| EA Guingamp      | 2019         | 9e                   | Sylvain Ripoll      | 2024            | Stade de Roudourou                                                                       | 18 462               | 32                 |
| Pau FC           | 2020         | 10e                  | Nicolas Usaï        | 2023            | Nouste Camp                                                                              | 3 859                | 4                  |
| Grenoble Foot 38 | 2018         | 11e                  | Franck Rizzetto     | 2025            | Stade des Alpes                                                                          | 20 068               | 43                 |
| SC Bastia        | 2021         | 13e                  | Benoît Tavenot      | 2024            | Stade Armand-Cesari                                                                      | 13 558               | 20                 |
| FC Annecy        | 2022         | 14e                  | Laurent Guyot       | 2021            | Parc des Sports d'Annecy                                                                 | 13 634               | 7                  |
| AC Ajaccio       | 2023         | 15e                  | Thierry Debes       | 2025            | Stade Michel-Moretti                                                                     | 10 660               | 22                 |
| USL Dunkerque    | 2023         | 16e                  | Luís Castro         | 2023            | Stade Marcel-Tribut                                                                      | 4 933                | 37                 |
| ESTAC Troyes     | 2023         | 17e                  | Stéphane Dumont     | 2024            | Stade de l'Aube                                                                          | 20 420               | 39                 |
| Red Star FC      | 2024         | 1er (National)       | Grégory Poirier     | 2024            | Stade Bauer                                                                              | 5 600                | 37                 |
| FC Martigues     | 2024         | 2e (National)        | Hakim Malek         | 2025            | Stade Vélodrome (J1 → J8) Stade Jean-Laville (J9 → J18) Stade Francis Turcan (J20 → J34) | 22 398 14 753 11 500 | 24                 |

Évolution des stades
- Le FC Martigues est contraint de jouer hors de son stade Francis-Turcan pour la première partie de la saison, le temps de travaux d'homologation. Le club joue d'abord ses quatre premiers matchs à domicile dans le stade Vélodrome à capacité réduite avec l'ouverture unique de la tribune Gustave Ganay pouvant contenir 22 398 places puis est contraint de se replier vers le Stade Jean-Laville de Gueugnon de la 9e à la 18ème journée pour des raisons d'équilibre financier[10].
- Le Red Star FC voit son Stade Bauer continuer son évolution avec la poursuite des travaux entamés depuis 2 ans. Cependant le Groupe Réalités propriétaire du Stade a décidé d'interrompre temporairement ces travaux en raison de la faillite du groupe 777 Partners. Les travaux devraient être amenés à reprendre dès que le club aura trouvé un nouveau propriétaire. Dans le cas où le Stade Bauer serait indisponible en fonction des travaux, le stade Walter Luzi de Chambly a été choisi comme stade de repli.
- Le Rodez AF voit son stade Paul Lignon continuer son évolution avec la poursuite des travaux qui continuent. La 3ème nouvelle tribune ayant été terminée pendant l'été 2024 : la 4ème et dernière tribune sera finalisée pour l'été 2025. Elle portera la capacité finale du stade Paul Lignon à 6 800 places environ pour la saison 2025-2026[11]
- Le Clermont Foot 63 voit son stade Gabriel-Montpied continuer son évolution avec la poursuite des travaux qui continuent jusqu'à fin 2025 avec la réalisation de sa nouvelle tribune principale. Les travaux étant trop importants, la capacité du stade devrait cependant être inchangée en cours de saison.
- Le SC Bastia voit son stade Armand Cesari entamer des travaux de modernisation qui dureront jusqu'en 2027, ces travaux incluent une reconstruction de la Tribune Est qui ampute le stade de 2490 places assises.
- Le Paris FC est contraint d'évoluer à domicile au Stade de la Licorne lors de la première journée de Ligue 2 en raison des nouveaux travaux de la pelouse du Stade Charléty.

Légende des couleurs
- Relégué de Ligue 1 2023-2024
- Promu de National 2023-2024

### Changements d'entraîneur
| Club             | Entraîneur partant               | Motif du départ            | Date de départ   | Position   | Entraîneur arrivant | Date d'arrivée   |
| ---------------- | -------------------------------- | -------------------------- | ---------------- | ---------- | ------------------- | ---------------- |
| EA Guingamp      | Stéphane Dumont                  | Fin de contrat             | 17 mai 2024      | Pré-saison | Sylvain Ripoll      | 29 mai 2024      |
| Red Star FC      | Habib Beye                       | Fin de contrat             | 18 mai 2024      | Pré-saison | Grégory Poirier     | 4 juin 2024      |
| Clermont Foot 63 | Pascal Gastien Sébastien Bichard | Fin de contrat             | 19 mai 2024      | Pré-saison | Sébastien Bichard   | 19 mai 2024      |
| Grenoble Foot 38 | Laurent Peyrelade                | Fin de contrat             | 26 mai 2024      | Pré-saison | Oswald Tanchot      | 28 mai 2024      |
| FC Martigues     | Grégory Poirier                  | Contrat dans un autre club | 4 juin 2024      | Pré-saison | Thierry Laurey      | 2 juillet 2024   |
| SC Bastia        | Michel Moretti                   | Fin de contrat             | 6 juin 2024      | Pré-saison | Benoît Tavenot      | 6 juin 2024      |
| AC Ajaccio       | Olivier Pantaloni                | Contrat dans un autre club | 21 juin 2024     | Pré-saison | Mathieu Chabert     | 1er juillet 2024 |
| FC Lorient       | Régis Le Bris                    | Renvoi                     | 22 juin 2024     | Pré-saison | Olivier Pantaloni   | 23 juin 2024     |
| FC Metz          | László Bölöni                    | Renvoi                     | 4 juillet 2024   | Pré-saison | Stephane Le Mignan  | 4 juillet 2024   |
| ESTAC Troyes     | David Guion                      | Renvoi                     | 6 août 2024      | Pré-saison | Philippe Bizeul     | 10 août 2024     |
| ESTAC Troyes     | Philippe Bizeul                  | Fin de l'intérim           | 12 août 2024     | Pré-saison | Stéphane Dumont     | 12 août 2024     |
| Clermont Foot 63 | Sébastien Bichard                | Renvoi                     | 28 octobre 2024  | 14e        | Emmanuel Gas        | 28 octobre 2024  |
| Clermont Foot 63 | Emmanuel Gas                     | Fin de l'intérim           | 30 octobre 2024  | 12e        | Laurent Batlles     | 30 octobre 2024  |
| FC Martigues     | Thierry Laurey                   | Renvoi                     | 16 décembre 2024 | 18e        | Ibrahim Rachidi     | 16 décembre 2024 |
| Grenoble Foot 38 | Oswald Tanchot                   | Renvoi                     | 18 décembre 2024 | 12e        | Frédéric Gueguen    | 21 décembre 2024 |
| SM Caen          | Nicolas Seube                    | Renvoi                     | 29 décembre 2024 | 16e        | Bruno Baltazar      | 29 décembre 2024 |
| AC Ajaccio       | Mathieu Chabert                  | Consentement mutuel        | 4 janvier 2025   | 17e        | Thierry Debes       | 4 janvier 2025   |
| Grenoble Foot 38 | Frédéric Gueguen                 | Fin de l'intérim           | 18 janvier 2025  | 8e         | Franck Rizzetto     | 18 janvier 2025  |
| FC Martigues     | Ibrahim Rachidi                  | Fin de l'intérim           | 20 janvier 2025  | 18e        | Hakim Malek         | 20 janvier 2025  |
| SM Caen          | Bruno Baltazar                   | Renvoi                     | 18 février 2025  | 18e        | Michel Der Zakarian | 18 février 2025  |
| Clermont Foot 63 | Laurent Batlles                  | Renvoi                     | 7 avril 2025     | 17e        | Sébastien Mazeyrat  | 7 avril 2025     |

### Propriétaires et investisseurs majoritaires
| Club             | Budget en M€ | Actionnaire majoritaire              | Depuis | Président            | Directeur sportif                         | Sources |
| ---------------- | ------------ | ------------------------------------ | ------ | -------------------- | ----------------------------------------- | ------- |
| AC Ajaccio       | 9            | Imperial Corse Investissement        | 2016   | Daniele Bufano       | Johan Cavalli                             | ,       |
| Amiens SC        | 16           | Bernard Joannin                      | 2009   | Bernard Joannin      | John Williams                             | ,       |
| FC Annecy        | 10           | Philippe Rey-Gorrez                  | 2019   | Sébastien Faraglia   | Jean-Philippe Nallet                      | ,       |
| SC Bastia        | 11           | Pierre-Noël Luiggi / Claude Ferrandi | 2017   | Claude Ferrandi      | Frédéric Antonetti (coordinateur sportif) | ,       |
| SM Caen          | 15           | Coalition Capital                    | 2024   | Ziad Hammoud         | Reda Hammache                             | ,       |
| Clermont Foot 63 | 11           | Ahmet Schaefer                       | 2019   | Ahmet Schaefer       | vacant                                    | [ 23 ]  |
| USL Dunkerque    | 10           | Groupe Amissos                       | 2023   | Jasper Yildirim      | Demba Ba                                  | ,       |
| Grenoble Foot 38 | 10           | Stéphane Rosnoblet                   | 2015   | Stéphane Rosnoblet   | Max Marty                                 | ,       |
| EA Guingamp      | 19           | 144 actionnaires                     | 2017   | Frédéric Le Grand    | Jérémy Sorbon                             | ,       |
| Stade lavallois  | 9            | Laurent Lairy                        | 2021   | Laurent Lairy        | vacant                                    | [ 30 ]  |
| FC Lorient       | 20           | Loïc Féry                            | 2009   | Loïc Féry            | vacant                                    | [ 31 ]  |
| FC Martigues     | 7            | EU FUTBOL LLC                        | 2023   | Pierre Wantiez       | Djamal Mohamed                            | ,       |
| FC Metz          | 15           | Bernard Serin                        | 2009   | Bernard Serin        | Frédéric Arpinon                          | ,       |
| Paris FC         | 23           | Agache Sport                         | 2024   | Pierre Ferracci      | François Ferracci                         | ,       |
| Pau FC           | 7,5          | Bernard Laporte-Fray                 | 1995   | Bernard Laporte-Fray | Luis De Sousa                             | ,       |
| Red Star FC      | 8,5          | A-Cap                                | 2024   | Patrice Haddad       | Grégory Dupont                            | ,       |
| Rodez AF         | 7            | Pierre-Olivier Murat                 | 2001   | Pierre-Olivier Murat | Grégory Ursule                            | [ 43 ]  |
| ESTAC Troyes     | 14           | City Football Group                  | 2020   | Mattijs Manders      | Antoine Sibierski                         | ,       |

### Équipementiers
Le tableau suivant présente les équipementiers de chaque club :
| Club             | Équipementier  |
| ---------------- | -------------- |
| AC Ajaccio       | Adidas         |
| Amiens SC        | Puma           |
| FC Annecy        | Adidas         |
| SC Bastia        | Adidas         |
| SM Caen          | Kappa          |
| Clermont Foot 63 | Uhlsport       |
| USL Dunkerque    | Macron         |
| Grenoble Foot 38 | Nike           |
| EA Guingamp      | Kappa          |
| Stade lavallois  | Kappa          |
| FC Lorient       | Umbro          |
| FC Martigues     | Nike           |
| FC Metz          | Kappa          |
| Paris FC         | Adidas         |
| Pau FC           | Joma           |
| Red Star FC      | Kappa          |
| Rodez AF         | Adidas         |
| ESTAC Troyes     | Le Coq sportif |

### Arbitres
Le tableau suivant dresse la liste des arbitres centraux désignés pour la saison 2024-2025 du championnat de France de Ligue 2 : 
| Arbitre           | Ligue                   |
| ----------------- | ----------------------- |
| Karim Abed        | Méditerranée            |
| Faouzi Benchabane | Occitanie               |
| Thierry Bouille   | Grand Est               |
| Ruddy Buquet      | Hauts de France         |
| Robin Chapapria   | Occitanie               |
| Pierre Gaillouste | Méditerranée            |
| Geoffrey Kubler   | Grand Est               |
| Rémi Landry       | Auvergne-Rhône-Alpes    |
| Pierre Legat      | Nouvelle Aquitaine      |
| Mickaël Leleu     | Auvergne-Rhône-Alpes    |
| Mikaël Lesage     | Normandie               |
| Guillaume Paradis | Pays de la Loire        |
| Aurélien Petit    | Auvergne-Rhône-Alpes    |
| Eddy Rosier       | Auvergne-Rhône-Alpes    |
| Ahmed Taleb       | Méditerranée            |
| Olivier Thual     | Occitanie               |
| Antoine Valnet    | Bourgogne-Franche-Comté |

## Compétition

### Le règlement[65]
Le classement est calculé avec le barème de points suivant : une victoire vaut trois points, le match nul un. La défaite ne rapporte aucun point.
À égalité de points, les critères de départage sont les suivants :
1. Plus grande différence de buts générale ;
2. Plus grand nombre de points dans les confrontations directes ;
3. Plus grande différence de buts particulière ;
4. Plus grand nombre de buts dans les confrontations directes ;
5. Plus grand nombre de buts à l'extérieur dans les confrontations directes ;
6. Plus grand nombre de buts marqués ;
7. Plus grand nombre de buts marqués à l'extérieur ;
8. Meilleure place au Challenge du Fair-play (un point par joueur averti, trois points par joueur exclu).

Les règles 2, 3, 4, 5 de départage des clubs lors des rencontres disputées entre eux ne peuvent s’appliquer que si les deux matchs les ayant opposés ont été joués.
Tant que ces deux matchs ne se sont pas déroulés, les règles 6, 7, 8 s’appliquent en priorité dans l’ordre de leur énoncé.

### Classement général
Source : Classement officiel sur le site de la LFP.
| Rang | Équipe             | Pts | J  | G  | N  | P  | Bp | Bc | Diff |
| ---- | ------------------ | --- | -- | -- | -- | -- | -- | -- | ---- |
| 1    | FC Lorient R       | 71  | 34 | 22 | 5  | 7  | 68 | 31 | +37  |
| 2    | Paris FC           | 69  | 34 | 21 | 6  | 7  | 55 | 33 | +22  |
| 3    | FC Metz R          | 65  | 34 | 18 | 11 | 5  | 64 | 34 | +30  |
| 4    | USL Dunkerque      | 56  | 34 | 17 | 5  | 12 | 47 | 40 | +7   |
| 5    | EA Guingamp        | 55  | 34 | 17 | 4  | 13 | 57 | 45 | +12  |
| 6    | FC Annecy          | 51  | 34 | 14 | 9  | 11 | 42 | 43 | -1   |
| 7    | Stade lavallois    | 50  | 34 | 14 | 8  | 12 | 44 | 38 | +6   |
| 8    | SC Bastia          | 48  | 34 | 11 | 15 | 8  | 43 | 37 | +6   |
| 9    | Grenoble Foot 38   | 46  | 34 | 13 | 7  | 14 | 43 | 44 | -1   |
| 10   | ESTAC Troyes       | 44  | 34 | 13 | 5  | 16 | 36 | 34 | +2   |
| 11   | Amiens SC          | 43  | 34 | 13 | 4  | 17 | 38 | 50 | -12  |
| 12   | AC Ajaccio         | 42  | 34 | 12 | 6  | 16 | 30 | 42 | -12  |
| 13   | Pau FC             | 42  | 34 | 10 | 12 | 12 | 39 | 53 | -14  |
| 14   | Rodez AF           | 39  | 34 | 9  | 12 | 13 | 56 | 54 | +2   |
| 15   | Red Star FC P      | 38  | 34 | 9  | 11 | 14 | 37 | 51 | -14  |
| 16   | Clermont Foot 63 R | 33  | 34 | 7  | 12 | 15 | 30 | 46 | -16  |
| 17   | FC Martigues P     | 32  | 34 | 9  | 5  | 20 | 29 | 56 | -27  |
| 18   | SM Caen            | 22  | 34 | 5  | 7  | 22 | 31 | 58 | -27  |

Promotions et relégations
- Promotion en Ligue 1 2025-2026
- Barrages de promotion en Ligue 1
- Barrages de relégation en National
- Relégation en National 2025-2026
- Exclusion des compétitions nationales[66],[67]

Abréviations
- P : Promu de National 2023-2024
- R : Relégué de Ligue 1 2023-2024
- -1 : Points de pénalité

### Matchs
| Résultats (▼dom., ►ext.)                                   | ACA | ASC | FCA | SCB  | SMC | CF63 | USLD | GF38 | EAG | FCL | SL  | MAR | MET | PFC | PAU | RED | RAF | ESTAC |
| AC Ajaccio                                                 |     | 2-1 | 1-2 | 0-0b | 2-1 | 2-0  | 1-2  | 2-0  | 0-3 | 2-1 | 3-0 | 1-1 | 0-1 | 0-2 | 1-1 | 2-1 | 1-0 | 2-1   |
| Amiens SC                                                  | 3-1 |     | 1-0 | 1-0  | 2-1 | 1-0  | 1-0  | 1-4  | 3-2 | 1-0 | 1-3 | 1-1 | 1-2 | 0-0 | 4-2 | 3-0 | 2-1 | 0-3   |
| FC Annecy                                                  | 2-0 | 3-0 |     | 1-1  | 1-0 | 2-0  | 0-2  | 3-1  | 1-4 | 0-0 | 2-0 | 2-4 | 0-0 | 2-3 | 2-0 | 1-0 | 1-1 | 1-0   |
| SC Bastia                                                  | 4-0 | 1-0 | 2-2 |      | 2-1 | 0-0  | 2-0  | 2-3  | 3-1 | 0-0 | 5-2 | 1-0 | 1-1 | 2-1 | 1-1 | 1-0 | 2-2 | 0-0   |
| SM Caen                                                    | 1-0 | 2-1 | 1-1 | 2-0  |     | 0-1  | 0-2  | 0-1  | 0-1 | 1-2 | 0-1 | 0-3 | 2-2 | 0-2 | 2-2 | 1-1 | 3-3 | 0-1   |
| Clermont Foot 63                                           | 0-1 | 1-1 | 3-2 | 1-1  | 0-1 |      | 0-1  | 0-0  | 4-1 | 2-1 | 1-1 | 0-1 | 1-1 | 0-1 | 2-2 | 1-1 | 1-1 | 0-2   |
| USL Dunkerque                                              | 1-0 | 3-1 | 0-2 | 2-1  | 3-1 | 3-0  |      | 2-0  | 3-1 | 0-1 | 0-0 | 0-1 | 2-3 | 1-0 | 3-2 | 2-0 | 1-0 | 2-1   |
| Grenoble Foot 38                                           | 2-2 | 0-2 | 0-0 | 3-2  | 3-1 | 3-0  | 0-1  |      | 1-1 | 1-2 | 2-1 | 1-0 | 2-0 | 1-2 | 1-1 | 0-0 | 2-1 | 3-1   |
| EA Guingamp                                                | 1-0 | 3-0 | 2-2 | 2-2  | 3-1 | 3-1  | 1-1  | 3-0  |     | 1-2 | 2-0 | 2-1 | 0-3 | 0-1 | 0-1 | 3-4 | 3-0 | 4-0   |
| FC Lorient                                                 | 3-0 | 3-1 | 4-2 | 4-0  | 4-0 | 3-2  | 4-2  | 2-0  | 3-1 |     | 0-1 | 5-1 | 0-0 | 2-0 | 5-0 | 2-1 | 3-1 | 2-0   |
| Stade lavallois                                            | 1-1 | 1-0 | 0-1 | 2-2  | 1-0 | 1-2  | 3-2  | 1-2  | 0-1 | 2-0 |     | 0-1 | 2-3 | 3-0 | 3-1 | 1-1 | 2-1 | 1-0   |
| FC Martigues                                               | 2-0 | 3-0 | 2-0 | 0-1  | 0-3 | 0-1  | 1-1  | 0-4  | 0-1 | 0-1 | 0-3 |     | 1-4 | 1-1 | 2-2 | 0-1 | 0-2 | 1-2   |
| FC Metz                                                    | 0-1 | 3-2 | 5-1 | 1-1  | 1-0 | 3-1  | 2-0  | 3-0  | 1-0 | 1-1 | 1-1 | 6-0 |     | 3-1 | 0-0 | 2-2 | 3-3 | 2-1   |
| Paris FC                                                   | 2-0 | 1-0 | 0-0 | 1-0  | 4-2 | 2-0  | 3-2  | 2-1  | 2-0 | 3-2 | 1-0 | 1-2 | 1-2 |     | 3-1 | 4-1 | 3-3 | 1-0   |
| Pau FC                                                     | 1-0 | 0-2 | 1-0 | 1-1a | 1-0 | 2-2  | 1-1  | 1-0  | 1-3 | 1-0 | 1-1 | 3-0 | 2-1 | 0-0 |     | 4-1 | 0-5 | 0-2   |
| Red Star FC                                                | 1-0 | 2-0 | 0-1 | 0-0  | 2-2 | 1-1  | 1-1  | 3-1  | 3-1 | 1-2 | 0-3 | 1-0 | 1-0 | 1-3 | 1-3 |     | 1-1 | 0-3c  |
| Rodez AF                                                   | 1-2 | 1-1 | 5-1 | 0-2  | 2-2 | 1-1  | 5-1  | 2-1  | 1-2 | 3-3 | 1-3 | 1-0 | 1-3 | 1-1 | 1-0 | 0-2 |     | 2-1   |
| ESTAC Troyes                                               | 0-0 | 1-0 | 0-1 | 2-0  | 3-0 | 0-1  | 1-0  | 0-0  | 0-1 | 0-1 | 0-0 | 4-0 | 2-1 | 0-3 | 3-0 | 2-2 | 0-3 |       |
| - Victoire à domicile - Match nul - Victoire à l'extérieur |     |     |     |      |     |      |      |      |     |     |     |     |     |     |     |     |     |       |

a À cause des grèves affectant les transports aériens et maritimes en Corse, l'équipe du SC Bastia n'a pas pu se rendre sur le terrain du Pau FC pour leur match de la 8e journée. La LFP décide de reporter la rencontre à une date ultérieure. Le match sera rejoué le 22 octobre, entre les 9e et 10e journées.
b Le derby entre l'AC Ajaccio et le SC Bastia, comptant pour la 10e journée, est interrompu à la 42e minute à la suite d'incidents entre supporters dans la tribune JB Poli du Stade Michel-Moretti. Les 48 minutes restantes du match seront jouées le 3 décembre 2024.
c Le match de la 13e journée entre le Red Star FC et l'ESTAC Troyes est interrompu à la 26e minute à la suite de jets de balle de tennis de la part des supporters locaux. Le match reprendra vers 21 h.

### Matchs de barrages

#### Barrages de promotion
|  | Barrages de Ligue 2 - Match 1 | Barrages de Ligue 2 - Match 1 | Barrages de Ligue 2 - Match 1 | Barrages de Ligue 2 - Match 1 |   |   | Barrages de Ligue 2 - Match 2 | Barrages de Ligue 2 - Match 2 | Barrages de Ligue 2 - Match 2 | Barrages de Ligue 2 - Match 2 |  |  | Barrages Ligue 1 | Barrages Ligue 1 | Barrages Ligue 1 | Barrages Ligue 1 |
|  |                               |                               |                               |                               |   |   |                               |                               |                               |                               |  |  |                  |                  |                  |                  |
|  |                               |                               |                               |                               |   |   |                               |                               |                               |                               |  |  |                  |                  |                  |                  |
|  |                               |                               |                               |                               |   |   |                               |                               |                               |                               |  |  |                  |                  |                  |                  |
|  |                               |                               |                               |                               |   |   |                               |                               |                               |                               |  |  |                  |                  |                  |                  |
|  |                               |                               |                               |                               |   |   |                               |                               |                               |                               |  |  |                  |                  |                  |                  |
|  |                               |                               |                               |                               |   |   |                               |                               |                               |                               |  |  |                  |                  |                  |                  |
|  |                               |                               |                               |                               |   |   |                               |                               |                               |                               |  |  |                  |                  |                  |                  |
|  |                               |                               |                               |                               |   |   |                               |                               |                               |                               |  |  |                  |                  |                  |                  |
|  |                               |                               |                               |                               |   |   |                               |                               |                               |                               |  |  |                  |                  |                  |                  |
|  |                               |                               |                               |                               |   |   |                               |                               |                               |                               |  |  |                  |                  |                  |                  |
|  |                               |                               |                               |                               |   |   |                               |                               |                               |                               |  |  |                  |                  |                  |                  |
|  |                               |                               |                               |                               |   |   |                               |                               |                               |                               |  |  |                  |                  |                  |                  |
|  | 16e L1                        | Stade de Reims                | 1                             | 1                             |   |   |                               |                               |                               |                               |  |  |                  |                  |                  |                  |
|  | 16e L1                        | Stade de Reims                | 1                             | 1                             |   |   |                               |                               |                               |                               |  |  |                  |                  |                  |                  |
|  |                               |                               | 3e L2                         | FC Metz                       | 1 | 3 |                               |                               |                               |                               |  |  |                  |                  |                  |                  |
|  |                               |                               |                               |                               | 1 | 3 |                               |                               |                               |                               |  |  |                  |                  |                  |                  |
|  |                               |                               |                               |                               |   |   |                               |                               |                               |                               |  |  |                  |                  |                  |                  |
|  |                               |                               |                               |                               |   |   |                               |                               |                               |                               |  |  |                  |                  |                  |                  |
|  | 3e L2                         | FC Metz                       | 1                             | 1                             |   |   |                               |                               |                               |                               |  |  |                  |                  |                  |                  |
|  | 3e L2                         | FC Metz                       | 1                             | 1                             |   |   |                               |                               |                               |                               |  |  |                  |                  |                  |                  |
|  |                               |                               | 4e L2                         | USL Dunkerque                 | 0 | 0 |                               |                               |                               |                               |  |  |                  |                  |                  |                  |
|  | 4e L2                         | USL Dunkerque                 | 4e L2                         | USL Dunkerque                 | 0 | 0 | 1                             | 1                             |                               |                               |  |  |                  |                  |                  |                  |
|  | 4e L2                         | USL Dunkerque                 |                               |                               |   |   |                               | 1                             |                               |                               |  |  |                  |                  |                  |                  |
|  | 5e L2                         | EA Guingamp                   | 0                             | 0                             |   |   |                               |                               |                               |                               |  |  |                  |                  |                  |                  |
|  | 5e L2                         | EA Guingamp                   | 0                             | 0                             |   |   |                               |                               |                               |                               |  |  |                  |                  |                  |                  |
|  |                               |                               |                               |                               |   |   |                               |                               |                               |                               |  |  |                  |                  |                  |                  |

Les équipes classées de la cinquième à la troisième place de la Ligue 2 prennent part à des play-offs en matchs uniques dont le vainqueur affronte le 16e de la Ligue 1 dans le cadre de barrages aller-retour pour une place dans cette division la saison suivante.
Pour les matchs entre équipes de Ligue 2, en cas d'égalité, il n'y a pas de prolongation : les tirs au but ont ainsi lieu directement. Concernant les barrages avec le club de Ligue 1, si à l'issue du match retour les deux équipes ont marqué le même nombre de buts, la prolongation a lieu puis les tirs au but. À l'instar de la réforme ayant eu lieu en Coupes d'Europe, la règle des buts marqués à l'extérieur n'est plus utilisée.
| Match 1                    | USL Dunkerque | 1 - 0   | EA Guingamp | Stade Marcel-Tribut, Dunkerque                                                |                                                                               |
| Mercredi 14 mai 2025 20h30 | Rivera 46e    | (0 - 0) |             | Spectateurs : 4 933 Diffuseur : beIN Sports 1 Arbitrage : Abdelatif Kherradji | Spectateurs : 4 933 Diffuseur : beIN Sports 1 Arbitrage : Abdelatif Kherradji |
| Mercredi 14 mai 2025 20h30 | Rapport       |         |             | Spectateurs : 4 933 Diffuseur : beIN Sports 1 Arbitrage : Abdelatif Kherradji | Spectateurs : 4 933 Diffuseur : beIN Sports 1 Arbitrage : Abdelatif Kherradji |

Dunkerque élimine Guingamp 1-0 grâce à un but de Rivera à la 46e minute. L’équipe domine le match et se montre solide en défense face à un Guingamp peu inspiré. Cette victoire lui permet d’affronter Metz au prochain tour pour continuer à rêver de la montée,.
| Match 2                  | FC Metz            | 1 - 0   | USL Dunkerque | Stade Saint-Symphorien, Metz                          |                                                       |
| Samedi 17 mai 2025 17h00 | Bammou 90+3e (csc) | (0 - 0) |               | Diffuseur : beIN Sports 2 Arbitrage : Mathieu Vernice | Diffuseur : beIN Sports 2 Arbitrage : Mathieu Vernice |
| Samedi 17 mai 2025 17h00 | Rapport            |         |               | Diffuseur : beIN Sports 2 Arbitrage : Mathieu Vernice | Diffuseur : beIN Sports 2 Arbitrage : Mathieu Vernice |

Metz élimine Dunkerque 1-0 grâce à un but gag dans le temps additionnel. À la 90e+3 minute, un centre de Van den Kerkhof est mal négocié par Yacine Bammou, qui marque contre son camp en voulant dégager. Réduits à dix après l'expulsion d’Opa Sangante à l’heure de jeu, les Dunkerquois résistent vaillamment, mais cèdent sur cette action malheureuse,. Metz se qualifie ainsi pour affronter le Stade de Reims, 16e de Ligue 1 en barrage aller-retour,.
| Match aller                | FC Metz           | 1 - 1   | Stade de Reims (L1)                                       | Stade Saint-Symphorien, Metz                                                       |                                                                                    |
| Mercredi 21 mai 2025 20h00 | Matthieu Udol 38e | (1 - 0) | Cédric Kipré 52e                                          | Spectateurs : 27 767 Diffuseur : beIN Sports 1, DAZN Arbitrage : Hakim Ben El Hadj | Spectateurs : 27 767 Diffuseur : beIN Sports 1, DAZN Arbitrage : Hakim Ben El Hadj |
| Mercredi 21 mai 2025 20h00 | Sadibou Sané 90e  | Rapport | Valentin Atangana 36e · Mory Gbane 57e · Cédric Kipré 59e | Spectateurs : 27 767 Diffuseur : beIN Sports 1, DAZN Arbitrage : Hakim Ben El Hadj | Spectateurs : 27 767 Diffuseur : beIN Sports 1, DAZN Arbitrage : Hakim Ben El Hadj |

| Match retour            | Stade de Reims (L1)                                   | 1 - 3 a. p. | FC Metz                                                   | Stade Auguste Delaune, Reims                |                                             |
| Jeudi 29 mai 2025 20h30 | Ange Tia 57e                                          | (0 - 0)     | 78e Matthieu Udol · 110e Alpha Touré · 114e Gauthier Hein | Diffuseur : beIN Sports 1, DAZN Arbitrage : | Diffuseur : beIN Sports 1, DAZN Arbitrage : |
| Jeudi 29 mai 2025 20h30 | Sergio Akieme 38e · Ange Tia 64e · Keito Nakamura 87e | [ Rapport]  | 85e Urie-Michel Mboula · 115e Gauthier Hein               | Diffuseur : beIN Sports 1, DAZN Arbitrage : | Diffuseur : beIN Sports 1, DAZN Arbitrage : |

#### Barrages de relégation
Les barrages de promotion entre le troisième de National et le seizième de la Ligue 2 se déroulent durant le mois de mai 2025. Le vainqueur de ces barrages obtient une place pour le championnat de Ligue 2 2025-2026 tandis que le perdant va en National.
| Match aller             | US Boulogne CO (N1) | 1 - 3   | Clermont Foot 63                   | Stade de la Libération, Boulogne-sur-Mer                                    |                                                                             |
| Mardi 20 mai 2025 20h45 | Epailly 23e         | (1 - 1) | 31e Diop · 71e Koré · 85e Diédhiou | Spectateurs : 5 813 Diffuseur : beIN Sports 1 Arbitrage : Guillaume Paradis | Spectateurs : 5 813 Diffuseur : beIN Sports 1 Arbitrage : Guillaume Paradis |
| Mardi 20 mai 2025 20h45 | Rapport             |         |                                    | Spectateurs : 5 813 Diffuseur : beIN Sports 1 Arbitrage : Guillaume Paradis | Spectateurs : 5 813 Diffuseur : beIN Sports 1 Arbitrage : Guillaume Paradis |

| Match retour               | Clermont Foot 63 | 1 - 2   | US Boulogne CO (N1) | Stade Gabriel-Montpied, Clermont-Ferrand |                           |
| Dimanche 25 mai 2025 17h00 |                  | (0 - 0) |                     | Diffuseur : beIN Sports 1                | Diffuseur : beIN Sports 1 |
| Dimanche 25 mai 2025 17h00 | Rapport          |         |                     | Diffuseur : beIN Sports 1                | Diffuseur : beIN Sports 1 |

## Statistiques

### Domicile et extérieur
| Rang | Équipe           | Pts | J  | G  | N | P  | Bp | Bc | Diff |
| ---- | ---------------- | --- | -- | -- | - | -- | -- | -- | ---- |
| 1    | FC Lorient       | 46  | 17 | 15 | 1 | 1  | 49 | 12 | +37  |
| 2    | Paris FC         | 41  | 17 | 13 | 2 | 2  | 34 | 16 | +18  |
| 3    | USL Dunkerque    | 37  | 17 | 12 | 1 | 4  | 28 | 14 | +14  |
| 4    | FC Metz          | 36  | 17 | 10 | 6 | 1  | 37 | 15 | +22  |
| 5    | Amiens SC        | 35  | 17 | 11 | 2 | 4  | 26 | 20 | +6   |
| 6    | SC Bastia        | 34  | 17 | 9  | 7 | 1  | 29 | 14 | +15  |
| 7    | FC Annecy        | 31  | 17 | 9  | 4 | 4  | 24 | 16 | +8   |
| 8    | EA Guingamp      | 30  | 17 | 9  | 3 | 5  | 33 | 19 | +14  |
| 9    | AC Ajaccio       | 30  | 17 | 9  | 3 | 5  | 22 | 17 | +5   |
| 10   | Grenoble Foot 38 | 29  | 17 | 8  | 5 | 4  | 25 | 17 | +8   |
| 11   | Pau FC           | 29  | 17 | 8  | 5 | 4  | 20 | 19 | +1   |
| 12   | Stade lavallois  | 27  | 17 | 8  | 3 | 6  | 24 | 18 | +6   |
| 13   | ESTAC Troyes     | 25  | 17 | 9  | 3 | 5  | 18 | 13 | +5   |
| 14   | Rodez AF         | 23  | 17 | 6  | 5 | 6  | 28 | 26 | +2   |
| 15   | Red Star FC      | 23  | 17 | 6  | 5 | 6  | 19 | 22 | -3   |
| 16   | Clermont Foot 63 | 17  | 17 | 3  | 8 | 6  | 17 | 19 | -2   |
| 17   | SM Caen          | 14  | 17 | 3  | 5 | 9  | 15 | 24 | -9   |
| 18   | FC Martigues     | 12  | 17 | 3  | 3 | 11 | 13 | 27 | -14  |

| Rang | Équipe           | Pts | J  | G | N | P  | Bp | Bc | Diff |
| ---- | ---------------- | --- | -- | - | - | -- | -- | -- | ---- |
| 1    | FC Metz          | 29  | 17 | 8 | 5 | 4  | 27 | 19 | +8   |
| 2    | Paris FC         | 28  | 17 | 8 | 4 | 5  | 21 | 17 | +4   |
| 3    | FC Lorient       | 25  | 17 | 7 | 4 | 6  | 19 | 19 | 0    |
| 4    | EA Guingamp      | 25  | 17 | 8 | 1 | 8  | 24 | 26 | -2   |
| 5    | Stade lavallois  | 23  | 17 | 6 | 5 | 6  | 20 | 20 | 0    |
| 6    | FC Annecy        | 20  | 17 | 5 | 5 | 7  | 18 | 27 | -9   |
| 7    | FC Martigues     | 20  | 17 | 6 | 2 | 9  | 16 | 29 | -13  |
| 8    | ESTAC Troyes     | 19  | 17 | 6 | 1 | 10 | 18 | 21 | -3   |
| 9    | USL Dunkerque    | 19  | 17 | 5 | 4 | 8  | 19 | 26 | -7   |
| 10   | Grenoble Foot 38 | 17  | 17 | 5 | 2 | 10 | 18 | 27 | -9   |
| 11   | Rodez AF         | 16  | 17 | 3 | 7 | 7  | 28 | 28 | 0    |
| 12   | Clermont Foot 63 | 16  | 17 | 4 | 4 | 9  | 13 | 27 | -14  |
| 13   | Red Star FC      | 15  | 17 | 3 | 6 | 8  | 18 | 29 | -11  |
| 14   | SC Bastia        | 14  | 17 | 2 | 8 | 7  | 14 | 23 | -9   |
| 15   | Pau FC           | 13  | 17 | 2 | 7 | 8  | 19 | 34 | -15  |
| 16   | AC Ajaccio       | 12  | 17 | 3 | 3 | 11 | 8  | 25 | -17  |
| 17   | SM Caen          | 8   | 17 | 2 | 2 | 13 | 16 | 34 | -18  |
| 18   | Amiens SC        | 8   | 17 | 2 | 2 | 13 | 12 | 30 | -18  |

### Évolution du classement
Le tableau suivant récapitule le classement au terme de chacune des journées définies par le calendrier officiel, les matchs joués en retard sont pris en compte la journée suivante. Les colonnes « promouvable » et « relégable » comptabilisent les places de montée ou de relégation directes.
| Journées → | 1  | 2  | 3  | 4  | 5  | 6  | 7  | 8  | 9  | 10 | 11 | 12 | 13 | 14 | 15 | 16 | 17 | 18 | 19 | 20 | 21 | 22 | 23 | 24 | 25 | 26 | 27 | 28 | 29 | 30 | 31 | 32 | 33 | 34 | prom. | b.p. | b.r. | rel. |
| Équipe ↓   |    |    |    |    |    |    |    |    |    |    |    |    |    |    |    |    |    |    |    |    |    |    |    |    |    |    |    |    |    |    |    |    |    |    |       |      |      |      |
| ---------- | -- | -- | -- | -- | -- | -- | -- | -- | -- | -- | -- | -- | -- | -- | -- | -- | -- | -- | -- | -- | -- | -- | -- | -- | -- | -- | -- | -- | -- | -- | -- | -- | -- | -- | ----- | ---- | ---- | ---- |
| Ajaccio    | 7  | 11 | 6  | 9  | 11 | 10 | 12 | 12 | 12 | 12 | 15 | 16 | 15 | 16 | 15 | 17 | 17 | 17 | 16 | 16 | 14 | 14 | 13 | 11 | 12 | 13 | 11 | 11 | 10 | 10 | 11 | 13 | 11 | 12 |       |      | 4    | 3    |
| Amiens     | 2  | 8  | 4  | 10 | 7  | 11 | 9  | 9  | 7  | 6  | 4  | 7  | 6  | 7  | 7  | 8  | 9  | 13 | 10 | 11 | 10 | 11 | 11 | 12 | 13 | 15 | 13 | 12 | 15 | 12 | 10 | 12 | 10 | 11 | 1     | 2    |      |      |
| Annecy     | 4  | 10 | 10 | 7  | 9  | 4  | 7  | 5  | 6  | 5  | 3  | 3  | 5  | 5  | 5  | 5  | 5  | 5  | 5  | 7  | 7  | 6  | 5  | 6  | 6  | 7  | 7  | 8  | 8  | 7  | 7  | 7  | 7  | 6  |       | 14   |      |      |
| Bastia     | 10 | 7  | 2  | 6  | 1  | 6  | 8  | 8  | 10 | 10 | 9  | 10 | 10 | 11 | 10 | 9  | 10 | 8  | 10 | 10 | 11 | 9  | 9  | 9  | 9  | 8  | 8  | 7  | 7  | 6  | 8  | 8  | 9  | 8  | 2     |      |      |      |
| Caen       | 16 | 17 | 16 | 16 | 15 | 13 | 13 | 14 | 15 | 15 | 14 | 13 | 14 | 14 | 14 | 16 | 16 | 16 | 17 | 17 | 18 | 18 | 18 | 18 | 18 | 18 | 18 | 18 | 18 | 18 | 18 | 18 | 18 | 18 |       |      | 6    | 17   |
| Clermont   | 9  | 6  | 11 | 13 | 14 | 15 | 15 | 13 | 14 | 14 | 12 | 11 | 13 | 13 | 13 | 15 | 15 | 12 | 12 | 12 | 13 | 13 | 16 | 16 | 16 | 16 | 16 | 17 | 17 | 16 | 17 | 17 | 16 | 16 |       |      | 8    | 4    |
| Dunkerque  | 15 | 15 | 14 | 11 | 8  | 3  | 5  | 3  | 4  | 3  | 5  | 4  | 3  | 2  | 4  | 3  | 2  | 3  | 4  | 4  | 4  | 4  | 4  | 3  | 3  | 4  | 4  | 4  | 4  | 4  | 4  | 4  | 4  | 4  | 2     | 27   |      |      |
| Grenoble   | 5  | 12 | 12 | 8  | 3  | 8  | 2  | 6  | 3  | 7  | 7  | 8  | 8  | 10 | 12 | 12 | 11 | 9  | 9  | 9  | 8  | 8  | 8  | 8  | 8  | 8  | 9  | 9  | 9  | 9  | 9  | 9  | 8  | 9  | 1     | 3    |      |      |
| Guingamp   | 1  | 1  | 3  | 1  | 2  | 7  | 3  | 7  | 11 | 11 | 8  | 6  | 7  | 6  | 6  | 7  | 7  | 7  | 6  | 5  | 5  | 5  | 6  | 5  | 5  | 5  | 5  | 4  | 5  | 5  | 5  | 5  | 5  | 5  | 4     | 16   |      |      |
| Laval      | 12 | 14 | 15 | 15 | 13 | 12 | 10 | 10 | 8  | 9  | 11 | 9  | 9  | 8  | 8  | 6  | 6  | 6  | 7  | 6  | 6  | 7  | 7  | 7  | 7  | 6  | 6  | 6  | 6  | 8  | 6  | 6  | 6  | 7  |       |      |      |      |
| Lorient    | 6  | 3  | 5  | 3  | 4  | 9  | 4  | 2  | 2  | 2  | 2  | 2  | 2  | 3  | 2  | 1  | 1  | 1  | 1  | 1  | 1  | 1  | 1  | 1  | 1  | 1  | 1  | 1  | 1  | 1  | 1  | 1  | 1  | 1  | 26    | 6    |      |      |
| Martigues  | 14 | 9  | 13 | 14 | 17 | 17 | 17 | 17 | 17 | 17 | 18 | 18 | 18 | 18 | 18 | 18 | 18 | 18 | 18 | 18 | 17 | 17 | 17 | 17 | 17 | 17 | 17 | 16 | 16 | 17 | 16 | 16 | 17 | 17 |       |      | 4    | 26   |
| Metz       | 11 | 4  | 8  | 5  | 5  | 1  | 6  | 4  | 5  | 4  | 6  | 5  | 4  | 4  | 3  | 4  | 4  | 4  | 2  | 2  | 3  | 3  | 2  | 4  | 4  | 3  | 2  | 2  | 3  | 3  | 3  | 3  | 3  | 3  | 6     | 23   |      |      |
| Paris      | 3  | 2  | 1  | 2  | 6  | 2  | 1  | 1  | 1  | 1  | 1  | 1  | 1  | 1  | 1  | 2  | 3  | 2  | 3  | 3  | 2  | 2  | 3  | 2  | 2  | 2  | 3  | 3  | 2  | 2  | 2  | 2  | 2  | 2  | 26    | 7    |      |      |
| Pau        | 8  | 5  | 9  | 4  | 10 | 5  | 11 | 11 | 9  | 8  | 10 | 12 | 11 | 9  | 11 | 10 | 8  | 10 | 9  | 8  | 9  | 10 | 10 | 10 | 10 | 11 | 10 | 10 | 11 | 11 | 12 | 10 | 12 | 13 |       | 3    |      |      |
| Red Star   | 17 | 13 | 7  | 12 | 12 | 14 | 14 | 15 | 16 | 16 | 16 | 14 | 17 | 17 | 17 | 14 | 13 | 14 | 14 | 14 | 16 | 16 | 15 | 15 | 14 | 12 | 14 | 14 | 14 | 15 | 15 | 15 | 15 | 15 |       |      | 5    | 4    |
| Rodez      | 13 | 16 | 17 | 18 | 16 | 16 | 18 | 16 | 13 | 13 | 13 | 15 | 12 | 12 | 9  | 11 | 14 | 11 | 13 | 13 | 15 | 15 | 14 | 13 | 15 | 14 | 15 | 15 | 12 | 13 | 14 | 14 | 14 | 14 |       |      | 4    | 3    |
| Troyes     | 18 | 18 | 18 | 17 | 18 | 18 | 16 | 18 | 18 | 18 | 17 | 17 | 16 | 15 | 16 | 13 | 12 | 15 | 15 | 15 | 12 | 12 | 12 | 14 | 11 | 10 | 12 | 13 | 13 | 14 | 13 | 11 | 13 | 10 |       |      | 3    | 11   |

En gras et italique, les équipes comptant un match en retard.

### Résultats par match
| Journée ╱ Équipe | 1 | 2 | 3 | 4 | 5 | 6 | 7 | 8 | 9 | 10 | 11 | 12 | 13 | 14 | 15 | 16 | 17 | 18 | 19 | 20 | 21 | 22 | 23 | 24 | 25 | 26 | 27 | 28 | 29 | 30 | 31 | 32 | 33 | 34 |
| ---------------- | - | - | - | - | - | - | - | - | - | -- | -- | -- | -- | -- | -- | -- | -- | -- | -- | -- | -- | -- | -- | -- | -- | -- | -- | -- | -- | -- | -- | -- | -- | -- |
| Ajaccio          | V | D | V | N | D | V | D | N | D | N  | D  | D  | V  | D  | D  | D  | D  | D  | V  | V  | V  | D  | V  | V  | D  | N  | V  | D  | V  | N  | N  | D  | V  | V  |
| Amiens           | V | D | V | D | V | D | V | D | V | V  | N  | D  | N  | D  | V  | D  | D  | D  | V  | D  | V  | D  | D  | N  | D  | D  | V  | N  | D  | V  | V  | D  | V  | D  |
| Annecy           | V | D | N | V | N | V | N | V | D | V  | N  | V  | D  | N  | V  | N  | V  | D  | V  | D  | D  | V  | V  | D  | D  | D  | N  | D  | N  | V  | N  | V  | D  | V  |
| Bastia           | N | V | V | N | V | D | N | N | N | N  | N  | D  | N  | N  | N  | V  | D  | V  | D  | N  | N  | V  | N  | V  | D  | V  | D  | V  | N  | V  | D  | D  | N  | V  |
| Caen             | D | D | N | D | V | V | D | D | N | D  | V  | V  | D  | N  | D  | D  | D  | D  | D  | D  | D  | D  | D  | N  | V  | D  | D  | D  | N  | N  | D  | D  | N  | D  |
| Clermont         | N | V | D | D | D | N | D | V | N | D  | V  | V  | D  | N  | D  | N  | V  | V  | N  | D  | D  | D  | N  | D  | D  | D  | N  | N  | D  | N  | D  | N  | V  | N  |
| Dunkerque        | D | D | V | V | V | V | N | V | D | V  | D  | V  | V  | V  | D  | V  | N  | N  | D  | V  | D  | V  | V  | V  | V  | D  | D  | D  | V  | D  | V  | D  | N  | N  |
| Grenoble         | V | D | N | V | V | D | V | D | V | D  | N  | D  | D  | N  | D  | D  | V  | V  | V  | D  | V  | N  | V  | N  | D  | N  | N  | D  | V  | D  | D  | V  | V  | D  |
| Guingamp         | V | V | D | V | N | D | V | D | D | D  | V  | V  | D  | V  | V  | D  | N  | V  | V  | V  | D  | V  | D  | N  | D  | V  | V  | V  | D  | D  | D  | V  | N  | V  |
| Laval            | D | D | N | N | V | V | V | D | V | D  | D  | N  | N  | V  | V  | V  | V  | N  | N  | V  | N  | D  | D  | V  | D  | V  | V  | D  | D  | D  | V  | V  | N  | D  |
| Lorient          | V | V | D | V | N | D | V | V | V | N  | V  | D  | V  | N  | V  | V  | D  | N  | V  | V  | V  | V  | V  | D  | V  | D  | V  | V  | V  | V  | N  | V  | D  | V  |
| Martigues        | D | V | D | D | D | D | N | N | D | V  | D  | D  | N  | D  | D  | D  | V  | D  | D  | V  | V  | D  | D  | V  | V  | D  | N  | V  | D  | D  | V  | D  | N  | D  |
| Metz             | N | V | N | V | N | V | D | V | D | V  | D  | V  | V  | N  | V  | N  | N  | N  | V  | V  | N  | V  | V  | D  | V  | V  | V  | V  | N  | V  | N  | D  | N  | V  |
| Paris            | V | V | V | D | D | V | V | V | V | V  | N  | N  | N  | N  | V  | D  | D  | V  | D  | V  | V  | V  | D  | V  | V  | V  | D  | V  | V  | V  | V  | N  | N  | V  |
| Pau              | N | V | N | V | D | V | D | N | V | D  | D  | D  | N  | V  | D  | V  | N  | N  | V  | N  | N  | D  | D  | N  | V  | D  | N  | V  | D  | N  | N  | V  | D  | D  |
| Red Star         | D | V | V | D | D | N | D | D | N | D  | V  | V  | D  | D  | N  | V  | V  | N  | D  | D  | D  | N  | V  | D  | V  | V  | D  | N  | N  | D  | N  | N  | N  | N  |
| Rodez AF         | D | D | D | D | V | D | D | V | V | N  | N  | N  | V  | N  | V  | N  | D  | V  | D  | D  | D  | D  | V  | N  | D  | V  | N  | N  | V  | N  | D  | N  | N  | N  |
| Troyes           | D | D | D | N | D | D | V | D | D | V  | V  | N  | V  | N  | D  | V  | V  | D  | D  | D  | V  | V  | D  | D  | V  | V  | D  | D  | N  | N  | V  | V  | D  | V  |

### Séries
| Série de victoires                               | 5  | Paris FC FC Lorient | de la 6e à la 10e journée de la 19e à la 23e journée |
| Série de victoires en début de saison            | 3  | Paris FC            | de la 1re à la 3e journée                            |
| Série de matchs sans défaite                     | 12 | FC Metz             | de la 12e à la 23e journée                           |
| Série de défaites                                | 9  | Caen                | de la 15e à la 23e journée                           |
| Série de défaites en début de saison             | 4  | Rodez               | de la 1re à la 4e journée                            |
| Série de matchs sans victoire                    | 14 | Clermont            | de la 19e à la 32e journée                           |
| Série de matchs sans victoire en début de saison | 6  | Troyes              | de la 1re à la 6e journée                            |
| Série de matchs nuls                             | 5  | Bastia              | de la 7e à la 11e journée                            |
| Série de matchs sans encaisser de but            | 4  | FC Metz             | de la 15e à la 18e journée                           |

### Buts marqués par journée
Ce graphique représente le nombre de buts marqués lors de chaque journée.

### Classement des buteurs
Mise à jour le 11 mai 2025.
|     | Joueur               | Club            | Buts |
| --- | -------------------- | --------------- | ---- |
| 1er | Éli Junior Kroupi    | FC Lorient      | 22   |
| 2e  | Jean-Philippe Krasso | Paris FC        | 17   |
| 3e  | Timothé Nkada        | Rodez AF        | 17   |
| 4e  | Cheikh Sabaly        | FC Metz         | 15   |
| 5e  | Sambou Soumano       | FC Lorient      | 14   |
| 6e  | Gauthier Hein        | FC Metz         | 12   |
| 7e  | Malik Sellouki       | Stade lavallois | 11   |
| 8e  | Jacques Siwe         | EA Guingamp     | 11   |
| 9e  | Tawfik Bentayeb      | Rodez AF        | 10   |
| 10e | Antoine Leautey      | Amiens SC       | 10   |

| Source : Classement buteurs - Ligue 2 BKT - LFP. |

### Classement des passeurs
Mise à jour le 11 mai 2025.
|    | Joueur              | Club            | Buts |
| -- | ------------------- | --------------- | ---- |
| 1  | Alpha Sissoko       | EA Guingamp     | 8    |
| 2  | Matthieu Udol       | FC Metz         | 8    |
| 3  | Aiyegun Tosin       | FC Lorient      | 7    |
| 4  | Akim Abdallah       | Rodez AF        | 7    |
| 5  | Hugo Picard         | EA Guingamp     | 7    |
| 6  | Mohamed Bamba       | FC Lorient      | 6    |
| 7  | Gauthier Hein       | FC Metz         | 6    |
| 8  | Youssouf M'Changama | ESTAC           | 6    |
| 9  | Thibaut Vargas      | Stade lavallois | 6    |
| 10 | Maxime Lopez        | Paris FC        | 6    |

| Source : Classement buteurs - Ligue 2 BKT - LFP. |

### Affluence

#### Meilleures affluences de la saison
| Rang | Match                  | Journée | Date            | Affluence |
| ---- | ---------------------- | ------- | --------------- | --------- |
| 1    | FC Metz - Rodez AF     | J33     | 2 mai 2025      | 25 302    |
| 2    | FC Metz - Red Star     | J31     | 19 avril 2025   | 22 369    |
| 3    | FC Metz - ESTAC        | J28     | 28 mars 2025    | 22 076    |
| 4    | FC Metz - AC Ajaccio   | J24     | 22 février 2025 | 21 681    |
| 5    | FC Metz - Paris FC     | J19     | 18 janvier 2025 | 19 526    |
| 6    | FC Metz - FC Annecy    | J26     | 7 mars 2025     | 19 441    |
| 7    | FC Metz - EA Guingamp  | J10     | 25 octobre 2024 | 19 290    |
| 8    | SM Caen - FC Martigues | J31     | 18 avril 2025   | 18 864    |
| 9    | FC Metz - SC Bastia    | J1      | 19 août 2024    | 18 585    |
| 10   | FC Metz - SM Caen      | J13     | 9 novembre 2024 | 18 481    |

#### Affluences par journée
Ce graphique représente le nombre de spectateurs présents dans les stades lors de chaque journée
* Au moins une affluence n'a pas été communiquée officiellement.

## Récompenses individuelles
Chaque début de mois, les internautes votent pour élire le joueur du mois de Ligue 2.
| Mois      | Premier           | Premier     | Autres nommés        | Autres nommés    | Réf.   |
| Mois      | Joueur            | Club        | Joueurs              | Clubs            | Réf.   |
| --------- | ----------------- | ----------- | -------------------- | ---------------- | ------ |
| Septembre | Cheikh Sabaly     | FC Metz     | Amine Hemia          | EA Guingamp      | [ 78 ] |
| Septembre | Cheikh Sabaly     | FC Metz     | Pape Meïssa Ba       | Grenoble Foot 38 | [ 78 ] |
| Octobre   | Ilan Kebbal       | Paris FC    | Éli Junior Kroupi    | FC Lorient       | [ 79 ] |
| Octobre   | Ilan Kebbal       | Paris FC    | Pape Meïssa Ba       | Grenoble Foot 38 | [ 79 ] |
| Novembre  | Jacques Siwe      | EA Guingamp | Timothé Nkada        | Rodez AF         | [ 80 ] |
| Novembre  | Jacques Siwe      | EA Guingamp | Naatan Skyttä        | USL Dunkerque    | [ 80 ] |
| Décembre  | Aiyegun Tosin     | FC Lorient  | Yacine Bammou        | USL Dunkerque    | [ 81 ] |
| Décembre  | Aiyegun Tosin     | FC Lorient  | Mamadou Camara (en)  | Stade lavallois  | [ 81 ] |
| Janvier   | Éli Junior Kroupi | FC Lorient  | Alimani Gory         | Paris FC         | [ 82 ] |
| Janvier   | Éli Junior Kroupi | FC Lorient  | Hugo Picard          | EA Guingamp      | [ 82 ] |
| Février   | Gauthier Hein     | FC Metz     | Éli Junior Kroupi    | FC Lorient       | [ 83 ] |
| Février   | Gauthier Hein     | FC Metz     | Naatan Skyttä        | USL Dunkerque    | [ 83 ] |
| Mars      | Éli Junior Kroupi | FC Lorient  | Jean-Philippe Krasso | Paris FC         | [ 84 ] |
| Mars      | Éli Junior Kroupi | FC Lorient  | Gauthier Hein        | FC Metz          | [ 84 ] |
| Avril     | Éli Junior Kroupi | FC Lorient  | Laurent Abergel      | FC Lorient       | [ 85 ] |
| Avril     | Éli Junior Kroupi | FC Lorient  | Maxime Lopez         | Paris FC         | [ 85 ] |

Trophée UNFP
Au mois de mai, lors des trophée UNFP du football 2025, sont élus le meilleur joueur, gardien, espoir, entraîneur, le plus beau but et l'équipe type de la saison.
| Meilleur joueur                | Meilleur gardien        | Meilleur entraîneur            | Plus beau but              |
| ------------------------------ | ----------------------- | ------------------------------ | -------------------------- |
| Éli Junior Kroupi (FC Lorient) | Yvon Mvogo (FC Lorient) | Olivier Pantaloni (FC Lorient) | Rafiki Saïd (ESTAC Troyes) |

| Gardien de but          | Défenseurs                                                                                                 | Milieux de terrain                                                           | Attaquants                                                                              |
| ----------------------- | --- | ---------------------------------------------------------------------------- | --------------------------------------------------------------------------------------- |
| Yvon Mvogo (FC Lorient) | Alpha Sissoko (EA Guingamp) Moustapha Mbow (Paris FC) Montassar Talbi (FC Lorient) Matthieu Udol (FC Metz) | Maxime Lopez (Paris FC) Gauthier Hein (FC Metz) Laurent Abergel (FC Lorient) | Timothé Nkada (Rodez AF) Eli Junior Kroupi (FC Lorient) Jean-Philippe Krasso (Paris FC) |

## Bilan de la saison
- Champion d'automne : FC Lorient
- Champion : FC Lorient
- Meilleure attaque : FC Lorient avec 68 buts marqués
- Meilleure défense : FC Lorient avec 31 buts encaissés
- Plus mauvaise attaque : FC Martigues avec 29 buts marqués
- Plus mauvaise défense : SM Caen avec 58 buts encaissés
- Premier but de la saison :  Habib Keita   7e pour le Clermont Foot 63 contre Pau FC (2 - 2), le 16 août 2024 (1re journée).
- Dernier but de la saison :  Sambou Soumano   90+3e pour le FC Lorient contre le FC Martigues (5 - 1), le 10 mai 2025 (34e journée).
- Premier but contre son camp :  Timothée Kolodziejczak (Paris FC)   40e (csc) pour le USL Dunkerque (3 - 2), le 23 août 2024 (2e journée)
- Premier penalty réussi:  Ilan Kebbal   86e (pen.) pour le Paris FC contre le SM Caen (0 - 2), le 17 août 2024 (1re journée).
- Premier but sur coup franc direct :  Ablie Jallow   90+8e pour le FC Metz contre le SC Bastia (1 - 1), le 19 août 2024 (1re journée)
- Premier doublé :  Taylor Luvambo   80e   83e pour l'EA Guingamp contre l'ESTAC Troyes (4 - 0), le 16 août 2024 (1re journée).
- Premier triplé :  Malik Sellouki   15e   37e   69e pour le Stade lavallois contre le Red Star FC (0 - 3), le 20 septembre 2024 (5e journée) .
- Premier carton jaune :  Mouhamed Diop  17e pour l'ESTAC Troyes contre l'EA Guingamp (0 - 4), le 16 août 2024 (1re journée).
- Premier carton rouge :  Antonin Bobichon   90+5e pour Pau FC contre Clermont Foot 63 (2 - 2), le 16 août 2024 (1re journée).
- But le plus rapide d'une rencontre : 8 secondes
  -  Cheikh Sabaly   1re pour le FC Metz contre Rodez AF (1 - 3), le 23 août 2024 (2e journée).
- But le plus tardif d'une rencontre : 98 minutes
  -  Ablie Jallow   90+8e pour le FC Metz contre le SC Bastia (1 - 1), le 19 août 2024 (1re journée).
- Plus jeune buteur de la saison :  Omar Sissoko   90e pour le Paris FC contre le USL Dunkerque (3 - 2), le 23 août 2024 (2e journée) à 18 ans et 5 jours
- Plus vieux buteur de la saison :  Ismaël Traoré   78e pour le FC Metz contre l' ESTAC (2 - 1), le 28 septembre 2024 (7e journée) à 38 ans, 1 mois et 10 jours
- Journée de championnat la plus riche en buts : 26e journée avec 31 buts
- Journée de championnat la plus pauvre en buts : 15e journée avec 13 buts
- Nombre de buts inscrits durant la saison : 789
- Nombre de  durant la saison : 688
- Nombre de  durant la saison : 43
- Plus grand nombre de buts dans une rencontre : 7 buts
  - 3 - 4 lors de EA Guingamp - Red Star FC le 30 août 2024 (2e journée)
- Plus large victoire à domicile : 6 buts
  - 6 - 0 lors de FC Metz - FC Martigues le 24 septembre 2024 (6e journée)
- Plus large victoire à l'extérieur : 5 buts
  - 0 - 5 lors de Pau FC - Rodez AF le 14 février 2025 (23e journée)
- Plus grand nombre de buts dans une mi-temps : 
  - en 1re mi-temps : 4 buts
    - EA Guingamp 3 - 4 Red Star FC (2 - 2, 1 - 2) le 30 août 2024 (3e journée)

  - en 2e mi-temps : 5 buts
    - FC Lorient 4 - 2 FC Annecy (0 - 1, 4 - 1) le 19 octobre 2024 (9e journée)
    - Rodez AF 3 - 3 FC Lorient (0 - 1, 3 - 2) le 25 octobre 2024 (10e journée)
    - Rodez AF 5 - 1 USL Dunkerque (0 - 1, 5 - 0) le 10 mars 2025 (26e journée)
    - FC Lorient 5 - 1 FC Martigues (1 - 0, 4 - 1) le 10 mai 2025 (34e journée)
- Plus grand nombre de buts dans une rencontre pour une équipe : 6 buts
  - 6 - 0 lors de FC Metz - FC Martigues le 24 septembre 2024 (6e journée)
- Doublé le plus rapide : 3 minutes
  -  Taylor Luvambo   80e   83e pour l'EA Guingamp contre l'ESTAC Troyes (4 - 0), le 16 août 2024 (1re journée).
- Triplé le plus rapide : 13 minutes
  -  Cheikh Sabaly   35e   45+3e   48e pour le FC Metz contre le FC Martigues (0 - 3), le 20 septembre 2024 (6e journée).
- Les triplés de la saison : 
  -  Malik Sellouki   15e   37e   69e pour le Stade lavallois contre le Red Star FC (0 - 3), le 20 septembre 2024 (5e journée).
  -  Cheikh Sabaly   35e   45+3e   48e pour le FC Metz contre le FC Martigues (0 - 3), le 24 septembre 2024 (6e journée).
  -  Alimani Gory   8e   48e   78e pour le Paris FC contre le Red Star (4 - 1), le 25 janvier 2025 (20e journée).
- Plus grand nombre de spectateurs dans une rencontre : 25 302 spectateurs lors de FC Metz - Rodez AF, le 2 mai 2025 (33e journée).
- Plus petit nombre de spectateurs dans une rencontre : 299 spectateurs lors de FC Martigues - Stade lavallois, le 22 novembre 2024 (14e journée).